# Sub-bacia do rio Paraná

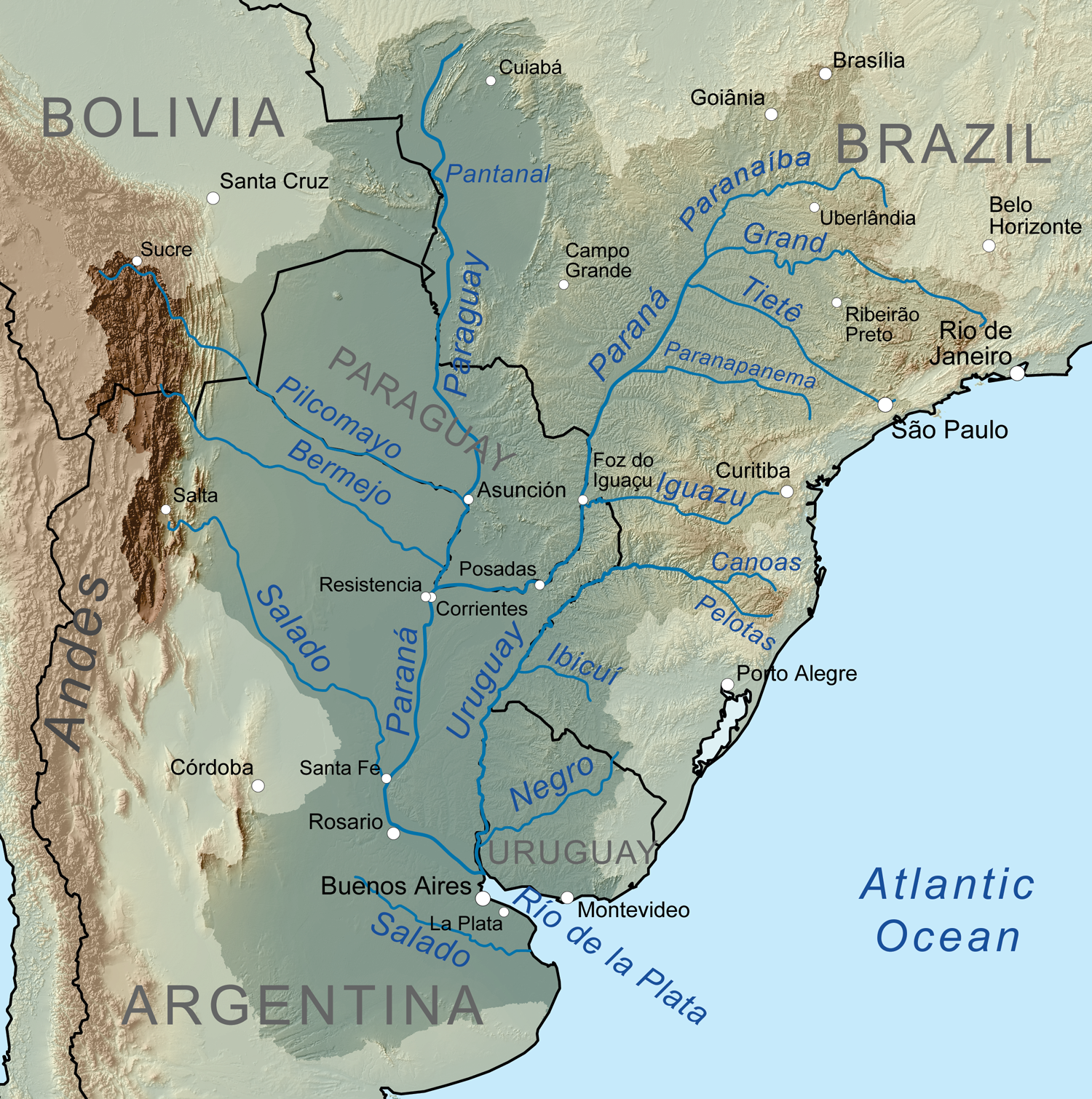
Mapa da Bacia hidrográfica do Rio da Prata.

A bacia do rio Paraná é uma das doze regiões hidrográficas do território brasileiro.
A região abrange uma área de 879.860 km², distribuídos em sete unidades da federação: Minas Gerais, Goiás, Mato Grosso do Sul, São Paulo, Paraná, Santa Catarina e o Distrito Federal.
O Rio Paraná é o principal curso d'água da bacia, mas de grande importância também são seus afluentes e formadores como os rios Grande, Paranaíba, Tietê, Paranapanema, Iguaçu, dentre outros.
As principais coberturas vegetais da região eram a Mata Atlântica, o Cerrado e a Mata de Araucárias, que foram fortemente desmatados ao longo da ocupação da região.
A bacia do Paraná é a região mais industrializada e urbanizada do país. Nela reside quase um terço da população brasileira, destacando-se como principais aglomerados urbanos as regiões metropolitanas de São Paulo, Campinas e de Curitiba.
Trata-se da bacia hidrográfica com a maior capacidade instalada de energia elétrica do país e também a de maior demanda. Destacam-se as usinas de Itaipu, Furnas, Porto Primavera, dentre outras.
O Rio Paraná corre aproximadamente no eixo central da Bacia do Paraná, ampla bacia sedimentar com área de cerca de 1,5 milhão de km² e situada na porção centro-leste da América do Sul, abrangendo o nordeste da Argentina, o centro-sul do Brasil, a porção leste do Paraguai e o norte do Uruguai. A Bacia do Paraná é fonte de diversos recursos minerais, sendo os principais, o carvão e a água subterrânea, além de materiais para a construção civil, como o basalto.